# Provisorie
 For alternative betydninger, se Provisorium.
Provisorie betegner et frimærke, som har fået en ny værdi overtrykt for at
dække et akut behov eller for at anvende et restoplag af et ældre
mærke.
De første danske provisorier blev udsendt i 1904, blandet andet blev et 8 øres mærke fra 1895 overtrykt med 4 øre.